# Toï, toï, toï
L'interjection « toï, toï, toï » (de l'allemand : Toi, toi, toi /ˈtɔɪ̯ ˈtɔɪ̯ ˈtɔɪ̯/) est une expression allemande, ou encore un souhait. Une personne l'employant souhaite une réussite ou en félicite une. Son emploi est réservé lors d'acclamations ou de félicitations. Il est habituel d'y ajouter la formule « unberufen », de toucher du bois ou d'autres quelconques manies superstitieuses. 
L'expression est popularisée en Allemagne du Nord, au XIXe siècle. Une chansonnette à succès dans les années 1930 a beaucoup contribué à sa popularité.

## Étymologie
L'origine de l'exclamation vient probablement d'une manie à prononcer trois fois l'abréviation du mot « Teufel ». Le dictionnaire souabe mentionne une locution en rapport : « No kommt mer in ’s Teu-Teu-Teufelskuchen bei ihm ».

## Utilisation
Au théâtre, les comédiens ont coutume de l'employer pour se souhaiter le succès. En effet, il est souvent considéré que souhaiter bonne chance risque d'apporter le malheur. L'expression est particulièrement répandue aujourd'hui dans le milieu musical orchestral comme lyrique.
L'expression « toï, toï, toï » a été créée en remplacement des  trois crachats au XVIIIe siècle. Cette pratique du crachat a été perçue comme indécente. Même aujourd'hui, on touche parfois du bois en accompagnement de l'interjection.